# Liste des hauts-commissaires du Groenland
Le haut-commissaire du Groenland (Rigsombudsmand i Grønland en danois) est le représentant du Danemark au Groenland. Nommé par le monarque, il est chargé d'assurer la liaison entre le gouvernement territorial et le gouvernement danois.

## Histoire
Le poste de haut-commissaire est créé en 1979, lorsque le Groenland obtient son autonomie territoriale vis-à-vis de la métropole danoise. Cette autonomie a été votée par le Parlement danois et approuvée par la population groenlandaise, par référendum. Le haut-commissaire remplace l'ancien gouverneur du Groenland (en) en tant que représentant de la Couronne sur l'île.

## Liste des hauts-commissaires
| No | Titulaire                             | Dates du mandat  | Dates du mandat  |
| -- | ------------------------------------- | ---------------- | ---------------- |
| 1  | Torben Hede Pedersen (da) (1937-2000) | 1er mai 1979     | 13 juillet 1992  |
| 2  | Steen Spore (en) (1938-2022)          | 1er août 1992    | 1er juillet 1995 |
| 3  | Gunnar Martens (en) (né en 1940)      | 1er juillet 1995 | 31 mars 2002     |
| 4  | Peter Lauritzen (en) (né en 1959)     | 1er avril 2002   | 31 mars 2005     |
| 5  | Søren Hald Møller (en) (né en 1960)   | 1er avril 2005   | 31 janvier 2011  |
| 6  | Mikaela Engell (née en 1956)          | 1er février 2011 | 30 avril 2022    |
| 7  | Julie Præst Wilche (née en 1971)      | 1er mai 2022     | en cours         |